# Liste der Baudenkmäler in Paderborn-Benhausen

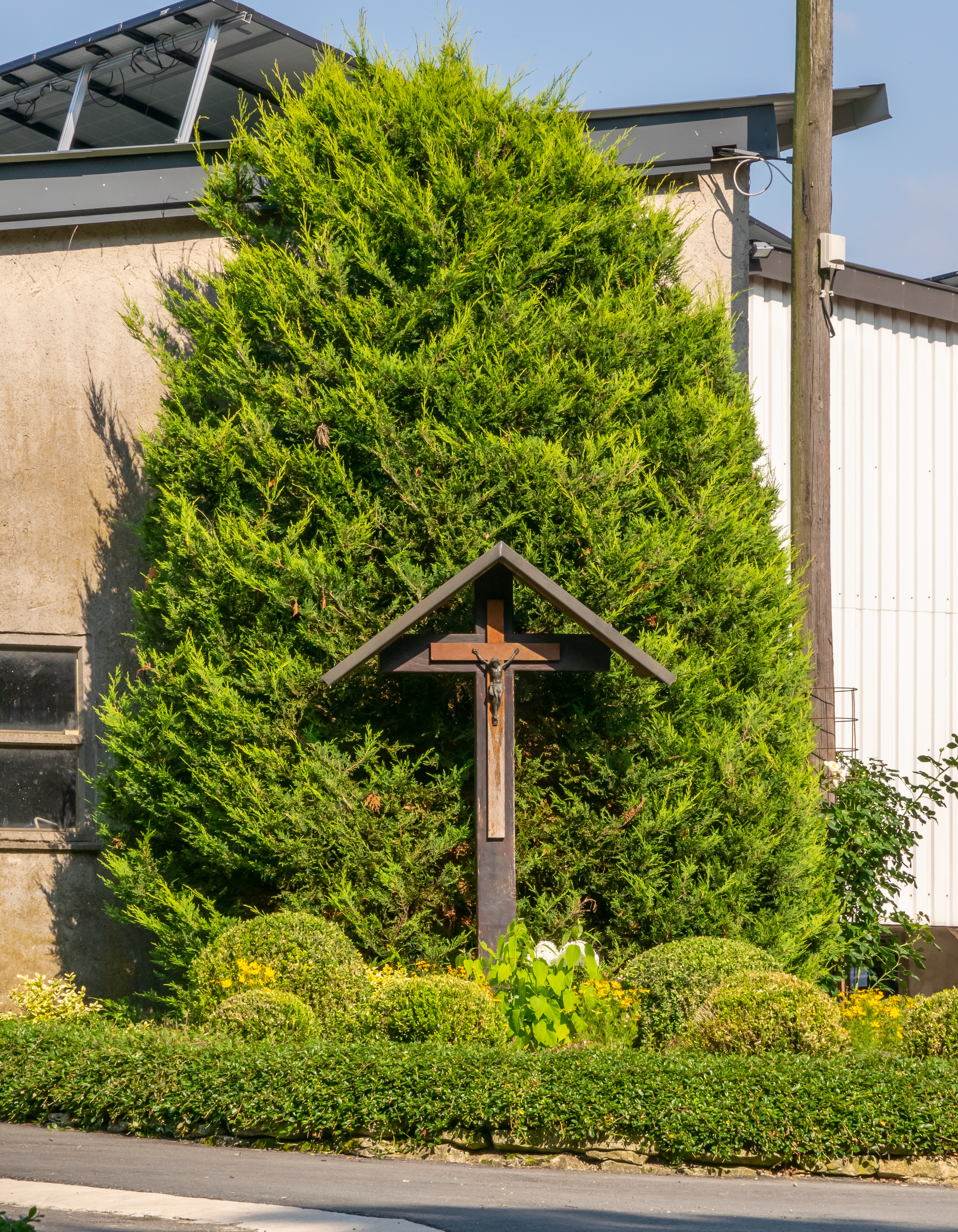

Die Liste der Baudenkmäler in Paderborn-Benhausen enthält die denkmalgeschützten Bauwerke auf dem Gebiet von Paderborn-Benhausen in Nordrhein-Westfalen (Stand: 2011). Diese Baudenkmäler sind in der Denkmalliste der Stadt Paderborn eingetragen; Grundlage für die Aufnahme ist das Denkmalschutzgesetz Nordrhein-Westfalen (DSchG NRW).

| Bild                              | Bezeichnung                       | Lage                                                 | Beschreibung                                                                                               | Bauzeit | Eingetragen seit   | Denkmal- nummer |
| --------------------------------- | --------------------------------- | ---------------------------------------------------- | --- | ------- | ------------------ | --------------- |
| Bildstock                         | Bildstock                         | Bad-Lippspringer-Straße Karte                        | Bildstock                                                                                                  |         | 29. Mai 1984       | 174             |
| Bildstock                         | Bildstock                         | Bad-Lippspringer-Straße/Ecke Hinter den Zäunen Karte | |         | 20. Juni 1984      | 175             |
| Bildstock                         | Bildstock                         | Postweg 50 Karte                                     | |         | 29. Mai 1984       | 176             |
| Bildstock                         | Bildstock                         | Hinter den Zäunen 15 Karte                           | |         | 29. Mai 1984       | 177             |
| BW                                | Wegekreuz                         | Papenberg 7 Karte                                    | Wegekreuz; der denkmalgeschützte Holzkorpus ist eingelagert, am Kreuz befindet sich jetzt ein Metallkorpus |         | 29. Mai 1984       | 178             |
| Wegekreuz                         | Wegekreuz                         | Teichweg 10, an der Straße Hinter den Zäunen Karte   | |         | 29. Juli 1991      | 192a            |
| Wegekreuz                         | Wegekreuz                         | Eggestraße 57/Ecke Postweg Karte                     | |         | 24. April 1990     | 197             |
| BW                                | Querdielenhaus                    | Eggestraße 81 Karte                                  | |         | 25. Juni 1987      | 316             |
| Bauernhaus (Fassade)              | Bauernhaus (Fassade)              | Eggestraße 89 Karte                                  | |         | 25. Juni 1987      | 317             |
| Pfarrkirche St. Alexius Benhausen | Pfarrkirche St. Alexius Benhausen | Stadtweg 3–5 Karte                                   | |         | 3. November 1987   | 318             |
| Steinkreuz                        | Steinkreuz                        | Eggestraße/Ecke Stadtweg Karte                       | |         | 29. September 1988 | 324             |

- Karte mit allen Koordinaten:
- OSM |
- WikiMap